# Дончук Галина Олександрівна
Галина Олександрівна Дончук (нар. 15 лютого 1939, село Гербине, тепер Балтського району Одеської області) — українська радянська діячка, доярка колгоспу імені Леніна Балтського району Одеської області. Депутат Верховної Ради УРСР 8—10-го скликань.

## Біографія
Народилася в родині колгоспника. Освіта середня: у 1958 році закінчила середню школу.
З 1958 року — колгоспниця колгоспу «Рассвет» Балтського району Одеської області.
З 1964 року — доярка колгоспу імені Леніна село Піщана Балтського району Одеської області.
Член КПРС з 1974 року.
Потім — на пенсії в селі Гербине Балтського району Одеської області.

## Нагороди
- орден Леніна
- орден Жовтневої Революції
- медалі